# Herald Sun Tour
Herald Sun Tour er et australsk etapeløb som er en del af UCI Oceania Tour, hvor det er placeret i kategorien 2.1. Løbet bliver afviklet i den sydlige del af Australien i delstaten Victoria.

## Vindere
| År                   | Vinder             | Toer               | Treer                |
| -------------------- | ------------------ | ------------------ | -------------------- |
| 1952                 | Keith Rowley       | Max Rowley         | Jack Hoobin          |
| 1953                 | Basil Halsall      | Hector Sutherland  | Reginald Arnold      |
| 1954                 | Hector Sutherland  | Cesare Pivato      | Eddie Smith          |
| 1955                 | Allan Geddes       | Eddie Smith        | Hector Sutherland    |
| 1956                 | George Goodwin     | Peter Panton       | Peter Anthony        |
| 1957                 | Russell Mockridge  | George Goodwin     | Jack McDonough       |
| 1958                 | John Young         | Peter Panton       | Ronald Murray        |
| 1959                 | Peter Panton       | Vin Beasley        | Bill Knevitt         |
| 1960                 | Peter Panton       | John Young         | Bill Knevitt         |
| 1961                 | John Young         | Jack McDonough     | Vic Roberts          |
| 1962                 | Bill Knevitt       | Klaus Stiefler     | Peter Panton         |
| 1963                 | Bill Lawrie        | Peter Panton       | Bill Knevitt         |
| 1964                 | Barry Waddell      | John Young         | Robert Panter        |
| 1965                 | Barry Waddell      | Graham Rowley      | Ian Grindlay         |
| 1966                 | Barry Waddell      | Graeme Gilmore     | Glen Bermingham      |
| 1967                 | Barry Waddell      | Robert Whetters    | Robert Panter        |
| 1968                 | Barry Waddell      | Ian Stringer       | Keith Oliver         |
| 1969                 | Keith Oliver       | Graham McVilly     | Ken Evans            |
| 1970                 | Trevor Williamson  | Graham McVilly     | Ken Evans            |
| 1971                 | Graham McVilly     | Ken Evans          | Frank Atkins         |
| 1972                 | Ken Evans          | Vic Adams          | Kerry Gawley         |
| 1973                 | Graham McVilly     | Ken Evans          | Frank Atkins         |
| 1974                 | Graham McVilly     | Ken Evans          | John Knight          |
| 1975                 | John Trevorrow     | Donald Allan       | Donald Wilson        |
| 1976                 | Peter Besanko      | Wayne Roberts      | Tony McCaig          |
| 1977                 | John Trevorrow     | Terry Stacey       | Terry Hammond        |
| 1978                 | Terry Hammond      | Clyde Sefton       | Ken Evans            |
| 1979                 | John Trevorrow     | Terry Hammond      | Peter Besanko        |
| 1980                 | David Allan        | Terry Stacey       | Tony McCaig          |
| 1981                 | Clyde Sefton       | Peter Besanko      | Murray Hall          |
| 1982                 | Terry Hammond      | Clyde Sefton       | Tony McCaig          |
| 1983                 | Shane Sutton       | Terry Hammond      | Eric Van De Perre    |
| 1984                 | Gary Sutton        | Peter Besanko      | Géry Verlinden       |
| 1985                 | Malcolm Elliott    | Jan Bogaert        | William Tackaert     |
| 1986                 | Neil Stephens      | Allan Peiper       | Malcolm Elliott      |
| 1987                 | Stefano Tomasini   | Neil Stephens      | Gary Trowell         |
| 1988                 | Adrie van der Poel | Neil Stephens      | Stefano Tomasini     |
| 1989                 | Marcel Arntz       | Stephen Hodge      | Udo Bölts            |
| 1990                 | Udo Bölts          | Jon Clay           | Neil Stephens        |
| 1991                 | Michael Engleman   | John Talen         | Udo Bölts            |
| 1992                 | Bart Bowen         | Dick Dekker        | Roland Le Clerc      |
| 1993                 | David Mann         | Brian Walton       | Udo Bölts            |
| 1994                 | Christian Henn     | Daniele Nardello   | Marcel Wüst          |
| 1995                 | Andy Bishop        | Scott Mercier      | Henk Vogels          |
| 1996                 | Scott Moninger     | Stephen Hodge      | Henk Vogels          |
| 1997                 | Norman Alvis       | Trent Klasna       | Scott McGrory        |
| 1998                 | Alessandro Pozzi   | Tristan Priem      | Jaroslav Bílek       |
| 1999                 | Michael Blaudzun   | Tomáš Konečný      | Jan Hruška           |
| 2000                 | Eugen Wacker       | Scott Moninger     | Andy De Smet         |
| 2001                 | Peter Wrolich      | Zbigniew Piątek    | Remigijus Lupeikis   |
| 2002                 | Baden Cooke        | Allan Iacuone      | Jonas Ljungblad      |
| 2003                 | Tim Johnson        | Luke Roberts       | Scott Guyton         |
| 2004                 | Jonas Ljungblad    | David McKenzie     | Benjamin Brooks      |
| 2005                 | Simon Gerrans      | Dominique Perras   | David McCann         |
| 2006                 | Simon Gerrans      | Chris Jongewaard   | David McCann         |
| 2007                 | Matthew Wilson     | Steve Morabito     | Trent Lowe           |
| 2008                 | Stuart O'Grady     | Lars Bak           | Benjamin Day         |
| 2009                 | Bradley Wiggins    | Christopher Sutton | Jonathan Cantwell    |
| 2010 ikke arrangeret |                    |                    |                      |
| 2011                 | Nathan Haas        | Jack Bobridge      | Jonas Aaen Jørgensen |
| 2012 ikke arrangeret |                    |                    |                      |
| 2013                 | Calvin Watson      | Aaron Donnelly     | Josh Atkins          |
| 2014                 | Simon Clarke       | Cameron Wurf       | Jack Haig            |
| 2015                 | Cameron Meyer      | Patrick Bevin      | Joseph Cooper        |
| 2016                 | Chris Froome       | Peter Kennaugh     | Damien Howson        |
| 2017                 | Damien Howson      | Jai Hindley        | Kenny Elissonde      |
| 2018                 | Esteban Chaves     | Cameron Meyer      | Damien Howson        |
| 2019                 | Dylan van Baarle   | Nick Schultz       | Michael Woods        |
| 2020                 | Jai Hindley        | Sebastian Berwick  | Damien Howson        |